# اسپرینگ میلز (ویرجینیای غربی)
اسپرینگ میلز (به انگلیسی: Spring Mills) یک منطقهٔ مسکونی در ایالات متحده آمریکا است که در شهرستان برکلی، ویرجینیای غربی واقع شده‌است.